# Old Rayne
Old Rayne, ehemals Rayne, Rane, Raine, Rain oder Rayn, (gälisch: Raon) ist eine Ortschaft in der schottischen Council Area Aberdeenshire. Sie liegt rund 35 km nordwestlich von Aberdeen und 30 km südöstlich von Keith am Ostufer des Urie. Direkt westlich verläuft die A96, welche die Ortschaft an das Fernstraßennetz anschließt.

## Geschichte
Im Jahre 1492 erhielt Rayne die Rechte eines Burgh of Barony. Hiervon zeugt heute noch das aus dem 17. Jahrhundert stammende Marktkreuz von Old Rayne, welches heute als Denkmal der höchsten schottischen Kategorie A klassifiziert ist. Lange Jahre wurde in Rayne jährlich am auf den ersten Dienstag des Augusts folgenden Mittwoch der Lawrence Fair abgehalten, ein Pferdemarkt von überregionaler Bedeutung. Die Bischöfe des Bistums Aberdeen, welche über die Ländereien verfügten, unterhielten in Rayne eine Residenz. Diese wurde zwischenzeitlich aufgegeben. Ebenso wurden die Burgh-Rechte im Laufe der Jahrhunderte entzogen. Heute ist die Holzindustrie in Old Rayne angesiedelt.
Im Jahre 1851 wurden noch 1550 Personen in Rayne gezählt. Zuletzt 1971 wurde die Einwohnerzahl in den offiziellen Zensusdaten eigenständig ausgewiesen und mit 109 angegeben.